# Joyce Victalino
Joyce da Cruz Victalino est une ancienne joueuse brésilienne de volley-ball née le 13 décembre 1985 à Belo Horizonte. Elle mesure 1,82 m et jouait au poste de réceptionneuse-attaquante. 

## Clubs
| Club                      | De        | À         |
| ------------------------- | --------- | --------- |
| Minas Tênis Clube         | 1998-1999 | 2004-2005 |
| São Caetano Esporte Clube | 2005-2006 | 2008-2009 |
| AD Brusque                | 2009-2010 | 2009-2010 |
| Mackenzie Esporte Clube   | 2010-2011 | 2010-2011 |
| São Caetano Esporte Clube | 2014-2015 | 2014-2015 |

## Palmarès

### Équipe nationale
- Championnat du monde des moins de 20 ans
  - Vainqueur : 2003.

### Clubs
- Championnat du Brésil
  - Finaliste : 2004